# Hűha, nadrágot le! (Így jártam anyátokkal)
A "Hűha, nadrágot le!" az Így jártam anyátokkal című televízió-sorozat első évadának tizennegyedik epizódja. Eredetileg 2006. február 6-án vetítették, míg Magyarországon 2008. október 20-án.
Ebben az epizódban Ted és Victoria az első szexet tervezik, miközben Marshall és Lily végignézik az egészet, miután otthon maradnak az évfordulójuk napján. Barney és Robin eközben együtt töltik az egész napot. 

## Cselekmény
Ted és Victoria között a sok "első" dolog már a legelső hétvégéjükön megtörténik. Az egyetlen dolog, ami kimarad, a szex, mert Ted szerint ezzel várniuk kell, nem szabad elsietni. Azt is megvallja, hogy igazából ez Victoria ötlete, és csak azért egyezett bele, mert úgy véli, ő lehet az igazi, és akkor megéri. Néhány hét eltelte után azonban besokall. Szerencséjére Victoriának el kell hagynia a várost az egy hónapos évfordulójukon, így felgyorsítja a dolgokat. Felmennek Ted (üresnek hitt) lakásába, de ott sem sietik el a dolgot, szeretnének egy tökéletes estét együtt tölteni.
Csakhogy Marshall és Lily, a tudtukon kívül otthon maradtak, nem utaztak el a 9. évfordulós hétvégéjükön. Hogy le ne lepleződjenek, önként vállalják a fürdőszoba fogságát. Eleinte mókásnak találják Ted és Victoria aranyoskodásait,de aztán Lily pánikba esik, hogy mi történt közte és Marshall közt. Nem tudnak se egymás szemébe nézni, se egymás kezét megfogni úgy, hogy ne komolytalankodják el. Végül kiderül, hogy a kapcsolatukban még helye lehet "első dolgoknak", amikor Lilynek pisilnie kell, és éppen Marshall szeme láttára.
Eközben Robin egyedül marad a hétvégére, és kapóra jön, hogy Barney elhívja magával, mint egy "tesót". Robin kiöltözik, aztán szivaroznak, elmennek lézerharcolni, sőt még a szárnysegédje is lesz egy időre. Barney tévedésből úgy véli,hogy Robin le akar feküdni vele, de hamar rájön, hogy ő igazából Ted iránt érez valamit. Barney megígéri, hogy senkinek nem mondja el, ha cserébe ő sem, hogy tök pucéran állt előtte.

## Kontinuitás
- Barney először utal a Tesókódexre (amit itt még a magyar változatban "Cimboratörvény"-nek neveznek).
- Robin barátnője másodszor jelenik meg a legelső rész óta – azóta kidobták.
- Nem biztos, de a "Lotyós tök" című részben Lily pisilhetett Marshall szeme láttára, amikor nem tudott kibújni a jelmezéből, és együtt mentek el a vécére.

## Jövőbeli visszautalások
- "A közös este" című részben amikor Barney eltűnik, Ted megemlíti a szivarozós szenvedélyét.
- A Tesókódex először "A kecske" című részben bukkan fel.
- Barney taktikája nagyon hasonló ahhoz, amit később a Pucér Pasi csinált.
- Barney és Robin később kétszer is egyéjszakás kalandba keverednek a "Homokvárak a homokban" és a "Katasztrófa elhárítva" című részekben.
- Robin megjegyzi, hogy azért szivarozik, mert ezzel el akarta nyerni az apja tiszteletét. Ez a "Boldogan élek" címűrészben kerül bővebben kifejtésre.
- Bár "A tökéletes hét" című részből az derül ki, hogy évekig egyetlen fogkefét használtak hárman, itt mégis kettő látható. A rajongói elméletek szerint azért, mert amit a sorozatban látunk, az a gyerekek képzelete, ők pedig ekkor még nem hallottak az egyetlen fogkeféről.
- Barney és Robin a "Valami új" című részben is ugyanolyan szivart szívnak, mint ebben az epizódban.

## Kulturális utalások
- Lilynek azért kell pisilnie, mert rengeteg Mountain Dew-t ivott meg a Quantum Leap-maraton közben. Marshall erre a sorozat főszereplőjének "Oh boy!" frázisával reagál.

## Érdekességek
- Mikor Barney levetkőzik, azzal kezdi, hogy leveszi az övét. Amikor leteszi a nadrágját, látható, hogy az öv rajta van.

## Vendégszereplők
- Ashley Williams – Victoria
- Vivian Bang – Ava
- Sarah Loew – kidobott barátnő